# Tele2
Tele2 er et svensk teleselskab, der udbyder fastnettelefoni, mobiltelefoni, kabel-tv og internet i Sverige og de tre baltiske lande Estland, Letland og Litauen. 

## Historie
Tele2 blev grundlagt i Sverige i de sene 1970'ere af Kinnevik-koncernen, der fortsat pr. 2024 sidder på 36,09 procent af stemmerne i virksomheden. Den første GSM-licens erhvervedes i 1988, og blev taget i brug i 1992. Dengang havde selskabet navnet Comviq. Tele2's forretning voksede sig dog først rigtig stor efter liberaliseringen af det svenske marked for telefonitjenester først i 1990'erne. Tele2 tilbød fra marts 1993 de svenske privatkunder at ringe billigere end Televerket, der hidtil havde haft monopol på fastnettelefoni. For at ringe til Tele2's lavere takster skulle man taste et bestemt forvalgsnummer før det telefonnummer, man ønskede at ringe til.

## Tele 2 i Danmark
Tele2 indtog det danske marked i 1996 og var dermed blandt de første, der brød Tele Danmarks monopol. Tele2 blev hurtigt det 2. største selskab på fastnet. Tele2's danske aktiviteter blev i juli 2007 solgt til den norske Telenor-koncern for 1 mia. SEK. Tele2 havde ved salget omkring 450.000 danske kunder.